# Confédération générale du travail (Italie)
Pour les articles homonymes, voir Confédération générale du travail (homonymie).
La Confédération générale du travail (Confederazione Generale del Lavoro, CGdL) était une organisation syndicale fondée à Milan, entre le 29 septembre et le 1er octobre 1906, à l'initiative des chambres du travail, des ligues de résistance et des fédérations syndicales, et par 700 syndicats locaux, représentant un total de 250 000 membres, et qui fusionnera dans la CGIL en juin 1944. La plupart de ses dirigeants et membres étaient également des militants actifs au sein du Parti socialiste italien (son fondateur Rinaldo Rigola, premier secrétaire de la CGdL, et ses successeurs Ludovico D'Aragona et Bruno Buozzi étaient socialistes). Avec le fascisme, son existence continuera dans la clandestinité, puis renaîtra en 1944, avec le Pacte de Rome, dans la CGIL unitaire qui, en 1950 par ses scissions, donnera vie aux confédérations syndicales italiennes actuelles (CGIL, CISL, UIL).

## Histoire

### De 1906 au "Biennio Rosso"
Au début du XXe siècle en Italie, le mouvement syndical a commencé à se donner une dimension nationale, en raison du développement important des syndicats et des chambres du travail. Par conséquent, la nécessité de coordonner les différentes réalités du mouvement syndical deviens de plus en plus urgente, et à cette fin, le Conseil national de la résistance a été créé au Congrès des syndicats de Milan en 1902 . A l'occasion de son troisième congrès, qui s'est tenu à Gênes en janvier 1905, au sein du Conseil national de la Résistance, les réformistes et les révolutionnaires se était sensiblement de force égale. La Chambre du travail de Milan a demandé, sans l'obtenir, l'approbation d'un document proposant l'obstruction du Parlement jusqu'à l'approbation d'une loi contre l'intervention de l'armée dans les conflits entre travailleurs et patrons , en référence à une prise d'engagement prise par un groupe de parlementaires socialistes le 21 septembre 1904, en marge de la grève générale . En 1906, le Conseil national de la résistance, embourbé dans les tensions croissantes entre réformistes et révolutionnaires, se dissout.
La Confédération générale du travail a été créée dans le cadre du premier Congrès de Milan du 29 septembre au 1er octobre 1906. Le réformiste Rinaldo Rigola a été choisi comme secrétaire général, qui s'était précédemment distingué pour avoir tenté de trouver la synthèse politique entre les poussées radicales des révolutionnaires, qui dirigeaient la plupart des chambres du travail, et les positions modérées des réformistes . Cependant, au cours des premières années au sein de la confédération, des conflits se sont développés entre les syndicats nationaux, inspirés du syndicalisme réformiste, et les chambres du travail où prévalait le courant du syndicalisme révolutionnaire ; ce dernier, en novembre 1912, dirigé par Alceste De Ambris et Filippo Corridoni, créa l' Union syndicale italienne (USI) . Rigola conserva son poste de secrétaire général de la Confédération générale du travail jusqu'en 1918 . Aux élections de 1919, le Parti socialiste italien, avec 32,4% des voix, s'imposa comme le premier parti du pays, cependant, n'ayant pas établi d'alliances avec d'autres partis, il se plaça dans l'opposition, rendant inefficace son grand succès électoral . Les actions de protestation et de lutte, qui avaient caractérisé 1919, se sont encore intensifiées en 1920; en fait, cette année-là, il y a eu plus de 2 000 grèves en Italie, et les travailleurs syndiqués avaient dépassé 3 500 000, dont 2 150 000 étaient membres de la Confédération générale du travail . En mars 1920, chez Fiat à Turin, la grève dite "de la frappe des mains" commença; la grève générale, déclenchée à la mi-avril, impliqua environ 120 000 travailleurs de Turin et de sa province, mais ni la direction nationale de la CGdL ni celle du Parti socialiste n'ont soutenu l'initiative de Turin, et le conflit s'est terminé par un accord. La grève s'est terminée le 24 avril sans que les ouvriers aient obtenu la reconnaissance de leurs demandes, y compris les conseils d'usine . Entre-temps, les employeurs industriels et agricoles s'étaient également organisés au niveau national: le 7 mars 1920, la Confédération générale de l'industrie était fondée à Milan, et le 18 août la Confédération générale de l'agriculture . À la suite des demandes, visant principalement à obtenir des augmentations de salaire importantes , présentées le 18 juin 1920 par la Fédération des employés des travailleurs de la métallurgie  à la Fédération des industriels de la mécanique et de la métallurgie, un long conflit s'ouvrit. Celle-ci a été interrompue le 13 août par les industriels qui, le 31 août, sur recommandation de la Confindustria, ont mis en place le lock-out au niveau national  ; dans les 4 jours qui suivirent, en Italie, presque toutes les usines métallurgiques furent occupées. Le 9 septembre, le Conseil directeur de la CGdL s'est réunie pour envisager l'hypothèse d'une initiative insurrectionnelle. Le lendemain une réunion conjointe a eu lieu entre les dirigeants de la CGdL et ceux du PSI, et enfin, le 11 septembre, le Conseil national de la CGdL approuva une motion qui sanctionnait le renoncement à faire de l'occupation la première phase d'un mouvement révolutionnaire plus large et se fixait comme objectif immédiat de la lutte, non pas la révolution socialiste mais seulement «la reconnaissance par les employeurs du principe du contrôle syndical des entreprises " .

### Le Bienno Nero
La période rouge de deux ans (Bienno Rosso) a été suivie par la période noire de deux ans (Bienno Nero, 1921-22). Après la conclusion de l'histoire de l'occupation des usines et après les élections administratives, le mouvement fasciste, qui jusque-là avait eu un rôle plutôt marginal , a entamé son ascension politique, qui se caractérisait par l'utilisation massive et systématique des actions squadristes . Après le massacre du Palazzo d'Accursio à Bologne en novembre 1920, les actions des squadristes se multiplièrent et s'intensifièrent, avec comme objectifs l'attaque des chambres du travail, des maisons du peuple, des coopératives, des ligues. Le point culminant a été atteint le 28 octobre 1922, avec la marche sur Rome, et le 30 octobre, le roi Victor-Emmanuel III a chargé Mussolini de former un nouveau gouvernement.

### La période fasciste
Après l'arrivée au pouvoir de Mussolini, l'action répressive se poursuivit, aboutissant au meurtre du député socialiste Giacomo Matteotti en juin 1924 . En décembre 1924, le VIe Congrès de la CGdL se tint à Milan, et en janvier 1925, le régime entama la transformation du système juridique avec le lancement d'une série de mesures liberticides (les lois fascistissimes), avec lesquelles toute forme d'opposition au fascisme fut interdite. Sur le plan syndical, avec le Pacte du Palazzo Vidoni du 2 octobre 1925, la Confindustria et le syndicat fasciste ont été légitimés comme seuls représentants du capital et du travail. Enfin, avec la loi n° 563 du 3 avril 1926, il fut établi que seuls les syndicats fascistes pouvaient être «légalement reconnus», une magistrature spéciale fut créée pour la résolution des conflits du travail et le droit de grève fut supprimé.
Le 21 avril 1927, la Charte du travail a été adopté, contenant les principes sociaux du fascisme, la doctrine du corporatisme, l'éthique du syndicalisme fasciste et la politique économique fasciste . Le 4 janvier 1927, à la suite des dispositions édictées par le fascisme, l'ancien groupe de direction de la CGdL, comprenant Ludovico D'Aragona, qui avait été secrétaire général de 1918 à 1925, et Rinaldo Rigola décidèrent de l'auto-dissolution de l'organisation. .
Leur décision fut fermement contestée par les communistes et les socialistes de gauche, Bruno Buozzi, secrétaire général depuis 1925, reconstitua la CGdL en février 1927 à Paris, et, le même mois à Milan, les communistes lancèrent clandestinement leur propre Confédération générale du travail. Ainsi, jusqu'à la chute de la dictature fasciste, deux confédérations générales du travail ont coexisté: l'une d'inspiration socialiste et l'autre communiste.
En novembre 1929, Palmiro Togliatti met en place le «tournant», mettant en place la tactique du social-fascisme décidée par la Troisième Internationale, qui acte l'opposition systématique aux réformistes. Les effets de ce choix produisent des tensions qui aboutissent à l'expulsion de certains chefs du parti. À la suite de l'expulsion en 1930 du chef de la CGdL communiste du parti, Paolo Ravazzoli, Giuseppe Di Vittorio devint son chef. Les relations entre les deux confédérations sont restées tendues jusqu'en 1933, jusqu’à l' arrivée au pouvoir d' Hitler, les différentes composantes de la gauche réussissant alors à trouver un terrain d'entente pour l'action, et en 1934 le pacte d'unité d'action est né entre le PC d'Italie et le PSI. Entre les syndicats, les relations devinrent plus collaboratives, le 15 mars 1936, Buozzi et Di Vittorio se rencontrèrent à Paris pour signer la «plate-forme d'action de la CGL unique»  .

### La période de guerre et la résistance
En mars-avril 1943, avant la chute de Mussolini, des grèves contre le régime éclate dans le nord de l'Italie. Après l'arrestation de Mussolini, le nouveau gouvernement Badoglio s'est appuyé sur les anciennes structures syndicales fascistes: ainsi Bruno Buozzi est devenu le nouveau commissaire des syndicats industriels, Achille Grandi des syndicats agricoles tandis que Giuseppe Di Vittorio a été chargé de l'organisation des journaliers. Après le 8 septembre, après la naissance de la République sociale italienne, la résistance partisane contre le fascisme et le nazisme a commencé. Des grèves massives contre le régime ont éclaté en novembre-décembre 1943 et en mars et juin 1944, et à ces occasions des milliers de travailleurs ont été déportés vers les camps de travail et de concentration allemands. Dans certains cas, ils formaient des brigades de partisans, comme la Brigade prolétarienne, composée des ouvriers des Cantieri Riuniti dell'Adriatico di Monfalcone. Alors que dans le nord le mouvement de résistance s'intensifiait, dans le sud, l'activité politique et syndicale redevenait possible grâce à la présence des Alliés, favorisant la reconstitution des chambres du travail, qui a eu lieu à Naples immédiatement après les « quatre jours » (28 septembre - 1er octobre 1943).
En novembre 1943, une conférence a eu lieu à Naples qui a établi le Secrétariat Méridional de la Confédération générale du travail et a nommé un comité directeur provisoire, composé d'Enrico Russo, secrétaire général, Vincenzo Iorio et Vincenzo Gallo pour le Parti communiste italien, Vincenzo Bosso et Nicola Di Bartolomeo, Antonio Armino et Dino Gentili pour le Parti d'action (Pd'A). Le 20 février 1944, les publications du journal historique de la CGL, Battaglie Sindacali (Batailles Syndicalistes), reprirent, avec le professeur Libero Villone, également communiste dissident, comme rédacteur en chef. Entre la fin de 1943 et le début de 1944, la Confédération générale du travail s'étendit dans tout le Sud, devenant le point de référence de mouvements de lutte de plus en plus vifs, dans les usines, les villes et les campagnes.

### Le pacte de Rome et la CGIL unitaire
Les principaux représentants du syndicalisme italien ont engagé un travail de dialogue unitaire, qui a abouti le 3 juin 1944 à la signature du Pacte de Rome, signé par Giuseppe Di Vittorio pour les communistes, Achille Grandi pour les chrétiens-démocrates et Emilio Canevari pour les socialistes, qui a remplacé Bruno Buozzi, tué par les nazis. Ainsi est née la CGIL (Confédération générale italienne du travail), du compromis entre les trois principales forces politiques italiennes , équivalent syndical des partis du Comité de libération nationale (CLN).

## Secrétaires généraux

### CGdL
- 1906 - 1913 Rinaldo Rigola
- 1913 - 1913 Ludovico D'Aragona
- 1913 - 1918 Rinaldo Rigola
- 1918 - 1925 Ludovico D'Aragona
- 1925 - 1944 [16] Bruno Buozzi

### CGL clandestine
- 1930 - 1944 Giuseppe Di Vittorio